# بادية الشوعة (الرقة)
بادية الشوعة قرية سورية تتبع ناحية الجرنية في منطقة الثورة في محافظة الرقة. بلغ عدد سكانها 207 نسمة في عام 2004 حسب إحصاء المكتب المركزي للإحصاء.